# Rhys Prichard
Rhys Prichard (Llandovery, 1579? – 1644) è stato un presbitero e scrittore gallese, detto anche Y Ficer Prichard (Il vicario Prichard) o Yr Hen Ficer (L'anziano vicario).

## Biografia
Si pensa che fosse nato nella casa al numero 33 di High Street a Llandovery, a quel tempo di proprietà dei genitori. Più avanti fece costruire una casa più grande nello stesso appezzamento di terreno, che fu demolita alla metà del XX secolo. 
Non si sa dove ricevette l'istruzione elementare, ma studiò al Jesus College di Oxford intorno al 1597. Ricevette l'ordinazione sacerdotale nell'aprile del 1602, e il 6 agosto dello stesso anno il vescovo di St David's Anthony Rudd lo nominò vicario di Llandovery. Nel 1613 ricevette anche la canonica di Llanedi. Nel 1614 fu nominato canonico del College di Brecon. Ottenne il titolo accademico di MA (Master of Arts), e nel 1626 fu nominato cancelliere di St David's, e in seguito canonico. 
Compose molte poesie su argomenti religiosi. La sua opera più famosa è Canwyll y Cymru (La candela dei Gallesi), raccolta di insegnamenti poetici e guida morale destinata alla gente comune. La prima parte fu pubblicata da Stephen Hughes nel 1659, e la seconda all'inizio del 1660. Nel 1681 fu pubblicata l'edizione completa delle sue opere.
Secondo la tradizione fu sepolto nella chiesa di Llandingad, situata sopra Llandovery lungo la strada che scende verso Llandeilo attraversando Llangadog. Si tramanda che la tomba fosse scomparsa trascinata da uno straripamento del fiume Towi che danneggiò una parte della chiesa.